# ديردري أوكونور
ديردري أوكونور (بالإنجليزية: Deirdre O'Connor) هي قاضية وأستاذة مدرسة ومحامية أسترالية، ولدت في 5 فبراير 1941 في سيدني في أستراليا.